# Szuhogy
Szuhogy è un comune dell'Ungheria di 1.267 abitanti (dati 2001) . È situato nella contea di Borsod-Abaúj-Zemplén.